# Gråkronad taggstjärt
Gråkronad taggstjärt (Synallaxis gujanensis) är en fågel i familjen ugnfåglar inom ordningen tättingar.

## Utseende och läte
Gråkronad taggstjärt är en liten och långstjärtad fågel. Fjäderdräkten är grå med rödbrunt på vingar och stjärt. Ljus strupe utan inslag av svart skiljer den från liknande taggstjärtar. Sången som hörs dagen igenom är ett upprepat "pew... put WEET!".

## Utbredning och systematik
Gråkronad taggstjärt delas in i sex underarter:
- Synallaxis gujanensis gujanensis – förekommer i Venezuelas anslutning till Guyana och norra Brasilien
- Synallaxis gujanensis columbiana – förekommer i tropiska och subtropiska östra Anderna i Colombia
- Synallaxis gujanensis huallagae – förekommer i nordöstra Peru (Loreto)
- Synallaxis gujanensis canipileus – förekommer i sydöstra Peru (Cuzco och Puno)
- Synallaxis gujanensis inornata – förekommer i Brasilien söder om Amazonområdet och angränsande Bolivia
- Synallaxis gujanensis certhiola – förekommer i Bolivia (Beni, La Paz och Santa Cruz)

## Levnadssätt
Gråkronad taggstjärt hittas i skogsbryn, liksom även i trädgårdar och nära bebyggelse. Den ses i buskage och undervegetation.

## Status och hot
Arten har ett stort utbredningsområde, men tros minska i antal, dock inte tillräckligt kraftigt för att den ska betraktas som hotad. Internationella naturvårdsunionen IUCN listar arten som livskraftig (LC).